# Supertramp (Album)
Supertramp ist das erste Studio-Album der britischen Pop-/Rockband Supertramp, die zuvor von August 1969 bis Januar 1970 noch Daddy hieß. Ihr lediglich den neuen Gruppennamen tragendes Debütalbum erschien am 14. Juli 1970 (später auch unter dem Namen Now and Then) und blieb erfolglos.

## Beschreibung
Die junge Band setzte sich bei den Albumaufnahmen so zusammen: Zu den beiden Komponisten und Sängern Rick Davies (Orgel, Mundharmonika, Klavier, Elektronisches Piano, Gesang) und Roger Hodgson (Akustik- und Bassgitarre, Cello, Flageolett, Gesang) gesellten sich Robert „Bob“ Millar (Perkussion, Mundharmonika) und Richard Palmer (Akustik- und E-Gitarre, Balalaika, Gesang), der später als Texter für King Crimson agierte. Sie war also ein Quartett.
Das Album Supertramp ist von Progressive-Rock-Bands wie Caravan, Yes und King Crimson beeinflusst; bei den Aufnahmen wurden Balalaika, Cello und Flageolett verwendet und mit Gitarrensounds experimentiert. Musik und Text haben weitgehend melancholischen Charakter. Die Lieder wurden von Davies und Hodgson komponiert und von Palmer getextet.
Die A-Seite der ursprünglichen LP beginnt mit dem halbminütigen Surely, gesungen von Hodgson. It’s a Long Road ist geprägt von Hodgsons Falsett-Stimme und der von Davies gespielten Mundharmonika. Aubade ist ein rund 50-sekündiges von Davies gespieltes Orgel-Instrumentalstück, an das sich nahtlos I Am Not Like Other Birds of Prey anschließt, das wie das hierauf folgende Words Unspoken ein langsames, melodisches Stück ist – beide von Hodgson gesungen. Maybe I’m a Beggar, mit dem Gesang von Palmer und Hodgson, beginnt mit einer Flageolett-Einleitung; der ruhige Sound wird kontrastiert von harten E-Gitarrenklängen in der Bridge. Die A-Seite endet mit dem kurzen Home Again, gesungen von Hodgson.
Ihre B-Seite beginnt mit zwei eindrucksvollen Stücken, die im Duett von Davies und Hodgson gesungen wurden: Nothing to Show, hier dominieren ein schneller, psychedelischer Orgel-Sound und einprägsame Gitarren-Riffs, und Shadow Song, das melancholisch-melodisch mit Klavier- und Flötenbegleitung aufgebaut ist. Es folgt das etwas mehr als 12-minütige Try Again, in dem sich typische Progressive-Rock-Experimente zeigen; das Lied sangen Palmer und Hodgson im Wechsel und es ist charakterisiert durch Tempowechsel, den freien Einsatz von Schlagzeug und Gitarre und lange Instrumentalpassagen. Die Platte endet mit einem Reprise von Surely, das Hodgson sang und im Schlussteil einen zweiminütigen Instrumentalteil aufweist.
Das Album, aus dem keine Singles ausgekoppelt wurden und das von Kritikern sehr gelobt wurde, blieb wie die folgende Platte Indelibly Stamped (1971) kommerziell erfolglos. In den USA, wo es erst 1977 veröffentlicht wurde, erreichte es den Platz 158 der Billboard 200.

## Liedliste
Das Album „Supertramp“ (Original: LP A&M AMLS 981) enthält 11 Lieder. Die angegebenen Längen beziehen sich auf den Angaben auf dem LP-Cover. Auf der ursprünglichen Schallplatte (LP) befinden sich die Songs 1 bis 7 auf der A-Seite und 8 bis 11 auf der B-Seite. Auf der CD sind die Titel 3 und 4 zu einem Stück zusammengefasst. Die Lieder wurden von Davies und Hodgson komponiert und von Palmer getextet. Die Hauptstimme/n sind jeweils durch entsprechende Gesangs-Anmerkung („G.“) zu erkennen.
Seite 1:
1. Surely – 0:30 – G.: Hodgson
2. It’s a Long Road – 5:26 – G.: Hodgson
3. Aubade – 0:48 – Instrumentallied, gespielt von Davies auf einer Orgel
4. And I Am Not Like Other Birds of Prey – 4:28 – G.: Hodgson
5. Words Unspoken – 3:58 – G.: Hodgson
6. Maybe I’m a Beggar – 6:48 – G.: Hodgson und Palmer
7. Home Again – 1:14 – G.: Hodgson

Seite 2:
1. Nothing to Show – 4:55 – G.: im Duett: Davies und Hodgson
2. Shadow Song – 4:20 – G.: im Duett: Davies und Hodgson
3. Try Again – 12:03 – G.: Hodgson und Palmer
4. Surely – 3:08 – G.: Hodgson

## Besetzung
- Richard Davies – Orgel, Mundharmonika, Klavier, Elektronisches Piano, Gesang
- Roger Hodgson – Akustikgitarre, Bassgitarre, Cello, Flageolett, Gesang
- Richard Palmer – Akustikgitarre, E-Gitarre, Balalaika, Gesang
- Robert Millar – Perkussion, Mundharmonika

## Aufnahme und Produktion
Die Aufnahme des Albums Supertramp wurde im Juni 1970 in den Morgan Studios (auf der LP Morgan Sound Studios genannt) in Willesden, einem Stadtteil im London Borough of Brent in Nord-London (Großbritannien), fertiggestellt, der Toningenieur war Robin Black. Als Produzent agierte die Band Supertramp. Das Cover wurde von Bob Hook gestaltet.

## Kommerzieller Erfolg

### Chartplatzierungen
Supertramp platzierte sich in den USA erstmals 1978 in den Charts.
| ChartsChartplatzierungen       | Höchstplatzierung | Wochen |
| ------------------------------ | ----------------- | ------ |
| Vereinigte Staaten (Billboard) | 158 (5 Wo.)       | 5      |

### Auszeichnungen für Musikverkäufe
| Land/Region       | Auszeichnungen für Musikverkäufe (Land/Region, Auszeichnung, Verkäufe) | Verkäufe |
| ----------------- | ---------------------------------------------------------------------- | -------- |
| Frankreich (SNEP) | Gold                                                                   | 100.000  |
| Kanada (MC)       | Gold                                                                   | 50.000   |
| Insgesamt         | 2× Gold ·                                                              | 150.000  |

Hauptartikel: Supertramp/Auszeichnungen für Musikverkäufe